# ヴェヌーシア・D50
D50は、東風日産が製造、ヴェヌーシアブランドで販売していた自動車である。

## 概要
2011年11月、広州モーターショーでヴェヌーシアブランドで最初の量産車として初披露され、開発は東風日産の開発部門である「東風日産テクニカルセンター」にて行われる。